# Francisco António de Campos
Francisco António de Campos ComNSC • GCNSC (Vila Nova de Foz Coa, Vila Nova de Foz Coa, 1 de novembro de 1780 - Lisboa, São Paulo, 22 de agosto de 1873), 1.º Barão de Vila Nova de Foz Coa, foi um político, empresário comercial, escritor, jornalista, juiz e académico português.

## Família
Era filho secundogénito de Luís de Campos Henriques (Vila Nova de Foz Coa, Vila Nova de Foz Coa, 7 de fevereiro de 1743 - Pinhel, Pinhel, 19 de março de 1828), Cavaleiro Professo na Ordem de Cristo, proprietário em Vila Nova de Foz Coa, e de sua mulher (19 de março de 1761) Angélica Maria Mendes da Silva (15 de abril de 1742 - 28 de maio de 1828), ambos de origem Cristã Nova Judaica, tendo nascido a 1 de novembro de 1780, na freguesia de Vila Nova de Foz Coa.

## Biografia
Em 1822, depois de se ter formado em Direito na Faculdade de Direito da Universidade de Coimbra, foi eleito deputado. Não se salientou nessa Assembleia como político muito activo, mas os seus talentos e saber não passaram despercebidos. Em 1834, depois dum período de alheamento da política, foi novamente eleito Deputado no primeiro Parlamento que funcionou depois da vitória constitucional e em várias Legislaturas e, em 1835, tendo revelado os seus conhecimentos em matéria de Finanças, foi chamado para Ministro da Fazenda, no Governo da Presidência do 1.º Duque de Saldanha. Nesse período foi objecto de violenta campanha de difamação por parte dos seus adversários políticos, que para isso se serviram dum pasquim desbragado de linguagem e moralidade, intitulado O Raio. Depois da queda deste Ministério e substituição por outro de José da Silva Carvalho, que igualmente durou pouco, tornou-se Presidente da Câmara Municipal de Lisboa em 1835, e foi José Jorge Loureiro, o novo Presidente do Conselho, que o chamou a gerir a pasta da Fazenda, tendo sido, por isso, Ministro e duas vezes Secretário de Estado dos Negócios da Fazenda. Depois do Movimento da Regeneração abandonou a política, entregando-se à redacção de trabalhos diversos, que publicou.
Latinista e Helenista distinto e apaixonado bibliófilo, foi possuidor duma das mais completas bibliotecas particulares de Portugal do seu tempo.
Em 1836 escreveu um Relatório do Ministro e Secretário de Estado dos Negócios da Fazenda, Apresentado na Câmara dos Senhores Deputados na Sessão de 29 de Fevereiro de 1836. Depois desta publicação, escreveu e versou exclusivamente assuntos jurídicos ou literários, entre os quais: 
- A Língua Portuguesa é Filha da Latina, ou Refutação da Memória em que o Sr. Patriarcha Eleito D. Francisco de S. Luiz Saraiva Nega Esta Filiação, Lisboa, 1843 (publicação anónima);
- Burro de Ouro de Appuleio, Traduzido em português, Lisboa, 1847 (publicação anónima, publicada sem o nome do Tradutor);
- Apologia de Appuleio, Traduzida em português, Lisboa, 1859.

É-lhe atribuída uma das primeiras transcrições, se não a primeira, do Leal Conselheiro e do Livro da Ensinança de Bem Cavalgar Toda Sela, do rei D. Duarte, a partir do manuscrito da Biblioteca Nacional de França, que foi publicada pela Tipografia Rollandiana (Lisboa, 1843), quase simultaneamente com a edição de José Inácio Roquette (Paris, 1842-1843).
No jornal O Pantólogo também escreveu e inseriu ainda grande número de artigos sobre Filologia, Gramática e Ortografia da Língua Portuguesa e assinados sob o pseudónimo de Y. (1844), etc.
Foi Juiz Conselheiro e Presidente do Tribunal de Contas, da Junta do Crédito Público, etc.
Eleito Par do Reino e Presidente da Câmara dos Pares em 1861 entrou, em 1863, para a Academia Real das Ciências de Lisboa como Sócio Correspondente. Foi, também, dirigente, um dos Fundadores em 1834 e o 1.º Presidente da Associação Mercantil de Lisboa, depois chamada Associação Comercial de Lisboa e membro da esquerdista Sociedade Patriótica Lisbonense em Março de 1836. Seguindo essa linha foi o 5.º e último grão-mestre do Oriente Saldanha ou Maçonaria do Sul desde 19 de janeiro de 1840 e dezembro de 1849. O Círculo em que superintendia tomou o nome de Maçonaria do Sul por ser do Rito Moderno e diferir da Maçonaria do Norte, ou do Porto, da qual foi 1.º e único Grão-Mestre Manuel da Silva Passos.
Foi Cavaleiro Professo na Ordem de Cristo, Comendador a 11 de março de 1837 e Grã-Cruz em 1862 da Ordem de Nossa Senhora da Conceição de Vila Viçosa e Conselheiro de Sua Majestade Fidelíssima.
O título de 1.º Barão de Vila Nova de Foz Coa foi-lhe concedido, em sua vida, por Decreto de D. Maria II de Portugal de 6 de fevereiro de 1837. Armas: escudo partido, a 1.ª de Campos e a 2.ª Henriques; diferença: uma brica de prata com um trifólio de verde; timbre: de Campos, coroa de Barão, concedidas por Carta de D. João VI de Portugal de 25 de agosto de 1818, depois coroa de Conde e manto de Par, pelo Pariato, concedidas por Carta de D. Luís I de Portugal de 15 de setembro de 1861.
Tem um quadro seu na Associação Comercial de Lisboa e um busto seu em mármore no Museu Municipal de Lisboa, actualmente na Biblioteca Municipal do Palácio Galveias, em Lisboa.

## Casamento
Casou a 18 de Junho de 1798 com Maria Cândida da Fonseca e Silva Mendes (Viseu, 25 de março de 1784 - Sintra, 29 de julho de 1843), filha de João da Silva Mendes e de sua mulher Eugénia Cândida da Fonseca da Silva Mendes, 1.ª Baronesa da Silva, ambos também de origem Cristã Nova Judaica, sem geração. Foram Herdeiros do 1.º Barão de Vila Nova de Foz Coa seus sobrinhos paternos José Caetano de Campos Henriques e Joaquim de Campos Henriques, filhos varões sobrevivos de seu irmão primogénito.

## Morte
Faleceu aos 92 anos de idade, a 22 de agosto de 1873, no Palácio do Conde-Barão de Alvito, número 47 do Largo do Conde-Barão, freguesia de São Paulo, em Lisboa. Foi sepultado no Cemitério dos Prazeres, no jazigo particular 1685, sendo trasladado a 6 de agosto de 1885 para o jazigo particular 2151 do mesmo cemitério, que foi considerado prescrito em 2021.